# Ночь демона (фильм, 1980)
«Ночь демона» (англ. Night of the Demon) — американский фильм ужасов 1980 года режиссёра Джеймса С. Вассона, снятый по сценарию Майка Уильямса. Главные роли исполнили в основном малоизвестные артисты Майкл Катт, Джой Аллен, Боб Коллинз, Джоди Лазарус, Рик Филдс и другие. По сюжету фильма антрополог вместе с группой своих учеников отправляется в экспедицию, чтобы доказать существование бигфута в сельской местности Северной Калифорнии, но существо начинает преследовать их группу и убивать.
Фильм был закончен в 1979 году и впервые выпущен на VHS в США в 1983 году. Из-за показанного в фильме насилия он был включён Британским советом по классификации фильмов в список «видеомерзостей» и подвергся жёсткой цензуре в Великобритании. Позже, в 2011 году компания Code Red выпустила фильма на DVD, за основу была взята мастер-лента картины. В ноябре 2021 года компания Severin Films впервые выпустила фильм на Blu-ray, выполнив 2K-сканирование с оригинальных плёнок фильма, которые ранее считались утерянными.

## Сюжет
К профессору антропологии Биллу Ньюдженту обращается Карла Томас, молодая женщина, чей отец был убит в лесу в Северной Калифорнии. Она подозревает, что причиной его смерти стал бигфут, который, по легенде, обитает в лесах этого региона. Несмотря на ряд исчезновений и жестоких убийств, в том числе убийств голыми руками молодой пары, байкера и расправы над двумя девушками-скаутами, полиция считает версию о том, что в этом виновен бигфут, мистификацией. Карла просит Билла вместе с четырьмя его студентами — Роем, Питом, Гэри и Линдой отправиться в экспедицию, чтобы достать доказательства существования бигфута.
Они отправляются на лодке по реке и сначала разбивают лагерь на участке пожилого человека Лу Карлсона, который утверждает, что видел бигфута. Лу разрешает им остаться, но при попытке поговорить с ним уклоняется от ответа. Когда один из студентов, Рой, подкупает Лу спиртным, старик предлагает им обратиться к Ванде, затворнице, живущей в глубине леса и якобы обладающей большей информацией о бигфуте. Тем временем на охотника, разбившего лагерь неподалёку, нападает монстр и насаживает его на острую ветку.
На следующий день Ньюджент и его спутники посещают близлежащий городок, где узнают от местных жителей подробности о Ванде. Она — дочь сумасшедшего проповедника Эммета Макгинти, последователи которого, по слухам, занимались инбридингом, каннибализмом и человеческими жертвоприношениями. Впоследствии Эммет покончил жизнь самоубийством. Узнав об этом, группа возвращается в лес. Ночью, когда все уснули, их разбудили звуки песнопений. Билл и Рой идут на звук и натыкаются на сатанинский сексуальный ритуал с участием Ванды вокруг чучела бигфута; среди участников ритуала — местный шериф. Билл прерывает ритуал, стреляя из пистолета, и заставляет сектантов разбежаться.
Утром Билл и остальные обнаруживают, что их лодка пропала, а на берегу остались большие следы. Сделав гипсовые слепки следов, они отправляются дальше. Ночью бигфут нападает на Линду и Гэри, когда они занимаются сексом, но им удаётся выжить. Группа добирается до хижины Ванды, подкупает её конфетами, но при упоминании о бигфуте у неё случается нервный срыв. Ночью на Пита нападает монстр. Остальные пытаются его найти, но понимают, что он исчез.
На следующий день Билл решает загипнотизировать Ванду, заставив её вспомнить своё жестокое детство. В подростковом возрасте Ванда была изнасилована бигфутом, свидетелем чего стал Эммет. Убеждённый в том, что чудовище — демон, Эммет безуспешно пытался сделать аборт, заставив Ванду выпить яд. В конце концов Ванда родила получеловека-полумутанта, но Эммет убил его сразу после рождения. В отместку Ванда заживо сожгла отца в его сарае, инсценировав это как самоубийство.
В надежде найти доказательства существования ребёнка Ванды Билл исследует близлежащее кладбище, где откапывает останки скелета младенца, которые выглядят скорее как останки животного, чем человека. После этого Билл и остальные в страхе забаррикадировались в хижине Ванды, а на кладбище появляется бигфут и скрывается со своим мёртвым отпрыском. Спустя несколько часов монстр вешает изуродованное тело Пита на крыльце, а затем проникает в дом. Не обращая внимания на диссонирующее спокойствие Ванды, бигфут душит Карлу, пока остальные баррикадируются на кухне. Монстр проникает на кухню, где расчленяет Гэри. Рой пытается остановить его, но бигфут выбивает его головой окно и перерезает горло о стекло, после чего вилами закалывает Линду. После этого он обжигает лицо Билла на горячей плите, оставляя его умирать.
Через некоторое время Билл лежит на больничной койке, его нашли в лесу без сознания с ужасными ожогами лица. Когда детективы расспрашивают о Карле и четырёх студентах, пропавших без вести, Билл рассказывает им свою версию событий. Полицейские и лечащие врачи с недоверием воспринимают его рассказ, а больничный психолог признаёт его невменяемым.

## В ролях
- Стюарт Харди — профессор Билл Ньюджент
- Мелани Грэм — Ванда Макгинти
- Шеннон Купер — Карла Томас
- Боб Коллинз — Рой
- Джоди Лазарус — Линда
- Майкл Лэнг — Пит
- Рэй Джаррис — Гэри
- Уильям Ф. Наджент — Лу Карлсон
- Пол Келлехер — шериф
- Баррет Купер — преподобный Эммет Макгинти
- Линн Истмен — Сьюзан Ньюджент
- Джой Аллен[англ.] — студентка
- Юджин Дау — доктор Пакстон
- Дон Херст — доктор Харрис
- Терри Уилсон — инспектор Стек
- Шейн Диксон — монстр
- Рик Филдс — отец Карлы
- Дженнифер Уэст (в титрах указана как Sally Swift) — девушка из фургона
- Грег Лэнгдон — парень из фургона
- Роб Кэмп — мотоциклист
- Кэти Стимач — младшая девочка-скаут
- Рената Ли — старшая девочка-скаут

## Производство

### Съёмки
Данный фильм является единственной кинематографической работой режиссёра Джеймса С. Вассона, продюсера Джима Л. Болла и сценариста Майка Уильямса.
По воспоминаниям оператора Джона Куика, бюджет фильма составил около 70 тысяч долларов. Ранее Куик уже работал с продюсером Джимом Л. Боллом над фильмом 1964 года «Братство ужаса», который он снимал во время учёбы в Университете Южной Калифорнии.
Основные съёмки проходили в 1979 году, причём натурные сцены в основном снимались в Валенсии (штат Калифорния), недалеко от парка развлечений Six Flags Magic Mountain, а также на других незастроенных территориях за пределами Лос-Анджелеса. Среди дополнительных мест съёмок были магазин кормов Feedbin в Малибу, а также частная студия продюсера Джима Л. Болла на Ла Бреа Авеню, где снимались интерьеры хижин. В начале фильма показан кампус колледжа Immaculate Heart College.
Имя главного героя, профессора Била Ньюджента было взято в качестве отсылки к популярному в то время рок музыканту Теду Ньюдженту.

### Пост-продакшн
После завершения работы над фильмом был проведён небольшой показ, в котором приняли участие только актёры и члены съёмочной группы, а затем состоялся второй показ на местном кинофестивале в Лос-Анджелесе. После того как фильм не получил должного успеха у зрителей на фестивале, продюсер Джим Л. Болл снял многочисленные кровавые сцены, чтобы вставить их в фильм, перемонтировав его таким образом, чтобы каждое из добавленных убийств было рассказано в качестве флэшбэка, что послужило бы стимулом для студентов-антропологов к поискам бигфута. По словам режиссёра Джеймса С. Вассона, он не принимал никакого участия в съёмках этих сцен, а его первоначальный вариант фильма был гораздо более сдержанным. Финальная сцена, в которой бигфут убивает оставшихся в хижине студентов, была снята в импровизированной студии в гараже продюсера Болла в Лос-Анджелесе.
Чаще всего фильм относят к 1980 году, хотя в конце титров указана дата 1979 года, возможно такая путаница возникла из-за показа фильма на кинофестивале в 1980 году.

## Релиз

### Цензура
Из-за демонстрации жестокого насилия «Ночь демона» была включена Британским советом по классификации фильмов в так называемый список «видеомерзостей». Фильм оставался запрещённым в Великобритании до января 1994 года, когда компания VIPCO повторно представила его на рассмотрение BBFC, который согласилась выдать ему сертификат 18+ при условии, что из фильма будут удалены эпизоды со смертельным исходом продолжительностью 1 минута 41 секунда. Почти все сцены насилия были сокращены, но кастрация байкера и удаление кишок студента (для использования в качестве оружия) были удалены полностью.

### Выход на домашних носителях
Фильм был выпущен на VHS в США в 1983 году лос-анджелесской компанией VCII, Inc., позже, в 1986 году она же переиздала фильм. Компания Vipco выпустила фильм на VHS в Великобритании 13 сентября 1993 года, хотя по данным Британского совета по классификации фильмов, для этого релиза в фильм были внесены сокращения.
Впоследствии фильм был выпущен на DVD компанией Black Horse 1 ноября 2004 года, а 30 ноября того же года — компанией Vidtape. Code Red выпустила фильм в рамках серии «Maria’s „B“ Movie Mayhem» 11 октября 2011 года. Последний раз на DVD он был выпущен компанией Mr Fat-W Video 21 июня 2016 года. Некоторые VHS-релизы (например, выпущенные VCII, Inc. в 1983 и 1986 годах) имеют продолжительность 97 минут, а выпущенный Gemstone Entertainment в 1987 году — 95 минут, однако DVD-релиз 2011 года, выпущенный Code Red и представленный как «неурезанная версия» фильма, имеет продолжительность около 92 минут.
26 ноября 2021 года компания Severin Films впервые выпустила фильм на Blu-ray, приурочив его выход к ежегодной онлайн-распродаже «Чёрная пятница». Специально для этого издания, компания произвела 2K-сканирование с оригинальных плёнок фильма, которые ранее считались утерянными. Кроме того, компания Severin выпустила новую новеллизацию фильма, написанную Брэдом Картером, а также различные памятные сувениры, включая брелоки, статуэтки и небольшое количество масок бигфута, воспроизведённых с маски, использованной в фильме. В 2022 году компания 88 Films выпустила специальное двухдисковое Blu-ray издание фильма, в этот раз оригинальная плёнка была отсканирована в 4K разрешении, а дополнительные материалы заняли более пяти с половиной часов.

## Критика
Многие критики отмечают крайне слабую игру актёров и местами низкий темп фильма. Девон Берч из Digital Retribution написал: «Когда бигфут находится вне экрана, трудно не заметить многие и многие недостатки фильма. Действительно, всё, что не является бигфутом, очень несовершенно, и даже сам бигфут выглядит довольно дерьмово. Актёрская игра, сценарий, эффекты и часто несочетаемая музыкальная тема вызывают смех, но придают фильму ещё большее очарование». Джастин Керсвелл из Hysteria Lives! поставил фильму 2,5 балла из 5, назвав его «несомненно, лучшим из худших слэшеров начала 80-х годов». Крис Хаберман из Dread Central заявил: «Является ли этот фильм настолько плохим, что это даже хорошо? Нет. Это один из тех редких, в значительной степени забытых фильмов, к которому его создатели отнеслись настолько серьёзно, что трудно представить себе большую команду людей, прочитавших сценарий, получивших от него удовольствие, пришедших на работу и потративших время и силы на воплощение ужасной истории в жизнь. Это фильм из разряда „надо пережить“… У фильма много проблем, но я думаю, что причина, по которой его сторонники всё ещё стоят рядом с этим уродством, заключается в том, что фильм старается развлечь. Какими бы неуклюжими не были диалоги и эффекты, они пытались восприниматься всерьёз, и результат получился слишком злым и развратным, чтобы считать его простой наживой или издевательской пародией. Намерение создателей сделать по-настоящему злой и извращённый фильм не вызывает сомнений, и эта странная сущность превращает даже самые абсурдные сцены в запоминающиеся мозгодробилки».
Киновед Скотт фон Довиак написал о репрезентации насилия в фильме: «Это отвратительная работа со всех сторон, но „Ночь демона“ заслужила своё место в истории кинематографа просто потому, что извлекла из фразы „ужасно изуродованный“ больше, чем любой другой фильм, когда-либо снятый». Роб Хантер из Film School Rejects написал, что фильм «сделан совершенно прямолинейно, но „Ночь демона“ восхитительно безумен».
Автор Дэвид Коулмэн писал, что «Ночь демона» имеет беспрецедентный уровень жестокости для фильмов о бигфуте. Он считает, что фильм был и остаётся «вехой, либо низшей точкой, в зависимости от того, как человек воспринимает подобный экранный беспредел». В фильме показываются расчленение тел, кастрация, изнасилование, подобие посажения на кол, убийства детей, «будто Маркиз де Сад и Пьер Паоло Пазолини объединили усилия, чтобы написать и снять фильм о самом настоящем садистском бигфуте!». Хотя в своё время фильм не получил популярности, а скорее даже был отвергнут, со временем он стал культовым и его популярность продолжает расти, считает Коулмэн. Создатели фильма «Ведьма из Блэр» (1999) называли его, наряду с фильмом Пирса «Легенда Богги Крик», одним из основных источников влияния. Коулмэн замечает сходство двух фильмов, сцена в которой профессор Ньюджент и его команда проводят расследование и опрашивают жителей городка о местном убийце, по тону и исполнению очень напоминает начальные сцены фильма «Ведьма из Блэр».
Сайт Screen Rant поставил данный фильм на девятое место в своём списке лучших фильмов о бигфуте, отметив что это один из самых «странных из лучших фильмов» на подобную тематику, назвав его «культовой классикой». Сайт Bloody Disgusting поставил фильм на первое место в своей подборке четырёх лучших фильмов о бигфуте.

## Видео
- Gregory, David (director) (2021). The Demon Made Me Do It: An Interview with James C. Wasson (С Blu-ray издания фильма). Severin Films.
- Gregory, David (producer) (2021). Eye of the Demon: An Interview with John Quick (С Blu-ray издания фильма). Severin Films.
- Gregory, David (director) (2021). Just a Little Green Kid Outta Waco, Texas: An Interview with Jim L. Ball (С Blu-ray издания фильма). Severin Films.